# Xã Minco, Quận Benson, Bắc Dakota
Xã Minco (tiếng Anh: Minco Township) là một xã thuộc quận Benson, tiểu bang Bắc Dakota, Hoa Kỳ. Năm 2010, dân số của xã này là 19 người.